# Nomada rubricollis
Nomada rubricollis là một loài Hymenoptera trong họ Apidae. Loài này được Schwarz mô tả khoa học năm 1967.